# Benito Rigoni
Benito Rigoni   (Asiago, 11 d'abril de 1936 - Dueville, 23 de desembre de 2021) va ser un pilot de bob italià que va competir durant les dècades de 1950 i 1960.
El 1964 va prendre part en els Jocs Olímpics d'Hivern d'Innsbruck, on guanyà la medalla de bronze en la prova del bobs a dos del programa de bob. Formà equip amb Eugenio Monti, Sergio Siorpaes i Gildo Siorpaes.